# طائفة شنتمرية الغرب
طائفة شنتمرية الغرب هي إحدى ممالك الطوائف أسسها بنو هارون في غرب الأندلس أثناء فتنة الأندلس، وحكموها حتى سقطت في أيدي قوات المعتضد بن عباد صاحب إشبيلية عام 443 هـ.

## تاريخ الطائفة
أسس سعيد بن هارون طائفة شنتمرية الغرب التي تقع الآن في موقع مدينة فارو في جنوب البرتغال، وبويع بها، ثم خلفه ابنه أبو عبد الله محمد بن سعيد بن هارون الملقب بالمعتصم عام 433 هـ، الذي تعرض في فترة حكمه للتضييق من قبل المعتضد بن عباد صاحب إشبيلية، فكانت بينهما عدد من الوقائع، إلى أن ألفى ابن هارون أنه لا قبل له بالمعتضد، فتنازل له عن إمارته عام 443 هـ، وانتقل بأهله إلى إشبيلية.

## حكام الطائفة
- سعيد بن هارون (حتى عام 433 هـ)
- أبو عبد الله محمد بن سعيد بن هارون (433 هـ - 443 هـ)